# 曹科哈佐
曹科哈佐，是匈牙利杰尔-莫雄-肖普朗州所辖的一个村。总面积2.88平方公里，总人口47，人口密度16.3人/平方公里（2011年1月1日）。